# Società Sportiva Juventus 1944-1945
Questa pagina raccoglie i dati riguardanti il Trapani Calcio nelle competizioni ufficiali della stagione 1944-1945.

## Stagione
Il campionato siciliano di guerra 1944-45 si disputò dopo lo sbarco degli Alleati in Sicilia durante la seconda guerra mondiale. La squadra trapanese fu rinforzata da militari che furono in servizio a Trapani.

## Divise
Il colore sociale della Juventus Trapani è il verde.
| Casa |

## Rosa[1]
| N. |                   | Ruolo | Calciatore          |
| -- | ----------------- | ----- | ------------------- |
|    | Italia (bandiera) | P     | Antonino Coccellato |
|    | Italia (bandiera) | D     | Raimondo Massa      |
|    | Italia (bandiera) | D     | Stefano Napoli      |
|    | Italia (bandiera) | C     | Simone Lombardo     |
|    | Italia (bandiera) | C     | Lino Cardella       |
|    | Italia (bandiera) | A     | Franco La Russa     |
|    | Italia (bandiera) | C     | Giacomo Messina     |
|    | Italia (bandiera) |       | Curcurù             |
|    | Italia (bandiera) |       | Bottaro             |
|    | Italia (bandiera) | D     | Arturo Morano       |
|    | Italia (bandiera) |       | Landoni             |
|    | Italia (bandiera) |       | Pin                 |

| N. |                   | Ruolo | Calciatore          |
| -- | ----------------- | ----- | ------------------- |
|    | Italia (bandiera) |       | Ciceri              |
|    | Italia (bandiera) | D     | Vito Bertini        |
|    | Italia (bandiera) |       | Billai              |
|    | Italia (bandiera) |       | Alagna              |
|    | Italia (bandiera) |       | Usoli Armando       |
|    | Italia (bandiera) |       | Vecchi              |
|    | Italia (bandiera) |       | Frattini            |
|    | Italia (bandiera) | A     | Salvatore Giliberti |
|    | Italia (bandiera) |       | Bacchi              |
|    | Italia (bandiera) |       | Bottino             |
|    | Italia (bandiera) | P     | Piacentino          |
|    | Italia (bandiera) |       | Oggioni             |

## Risultati

### Campionato di guerra siciliano

#### Prima fase
| 1944 | Alcamo | 2 – 0 A tav. | Juventus Trapani |  |

| 1944 | Juventus Trapani | ? – ? | Diana Palermo |  |

| 1944 | Marsala | 2 – 2 | Juventus Trapani |  |

| 1944 | Juventus Trapani | 3 – 1 | Reduci Palermo |  |

| 1944 | Juventus Trapani | 1 – 1 | Alcamo |  |

| 1944 | Diana Palermo | ? – ? | Juventus Trapani |  |

| 1944 | Juventus Trapani | 3 – 1 | Marsala |  |

| 1944 | Reduci Palermo | ? – ? | Juventus Trapani |  |

#### Finale
| 1944 | Termini | ? – ? | Juventus Trapani |  |

| 1944 | Juventus Trapani | ? – ? | Palermo |  |

| 1944 | Alcamo | ? – ? | Juventus Trapani |  |

| 1944 | Juventus Trapani | ? – ? | Termini |  |

| 1944 | Palermo | ? – ? | Juventus Trapani |  |

| 1944 | Juventus Trapani | ? – ? | Alcamo |  |